# Аника (књижевни лик)
Аника је књижевни лик из приповијетке „Аникина времена” коју је написао Иво Андрић. Ова приповијетка је објављена 1931. године, и спада у дуже Андрићеве приповијетке. Приповијетку чине три релативно самосталне наративне цјелине. У средишту ове приповијетке је љепота приморана да живи уз притискајуће опомене и осуде савјести. Аника је још један Андрићев трагични женски лик, који због своје љепоте пролази кроз различите животне недаће.
У филмској адаптацији Аникина времена (1954), глумила ју је Милена Дапчевић.